# Едуард III
Едуа́рд III (лат. Eduardus III; 13 листопада 1312 — 21 червня 1377) — король Англії (1327—1377), чиї претензії на французький престол стали приводом до Столітньої війни. Представник Плантагенетського дому. Син англійського короля Едуарда ІІ і французької принцеси Ізабелли, доньки французького короля Філіппа IV.

## Імена
- Едуа́рд III (лат. Eduardus III, фр. Édouard III), або Е́двард ІІІ (англ. Edward III) — з порядковим номером правителя.
- Е́двард III Англі́йський (англ. Edward III of England, фр. Édouard III d'Angleterre) — за назвою королівства.
- Е́двард ІІІ Ві́ндзорський (англ. Edward of Windsor) — ім'я до інтронізації, за місцем народження у Віндзорському замку.
- Е́двард III Плантагене́т, або Е́двард III Плантагене́тський (англ. Edward III of Plantagenet) — за назвою династії.

## Біографія
Був одним з найуспішніших англійських монархів Середньовіччя. Відновивши королівську владу після провального правління його батька, Едуарда ІІ, Едуард ІІІ перетворив Англійське королівство на одну з найпотужніших військових сил у Європі. На його правління припали важливі зміни в законодавстві та системі державного врядування (зокрема, розвиток англійського парламенту), а також пандемія чуми «Чорна смерть». Він залишався на троні 50 років. З часів Генріха ІІІ і до Георга ІІІ ніхто з англійських монархів не правив так довго.

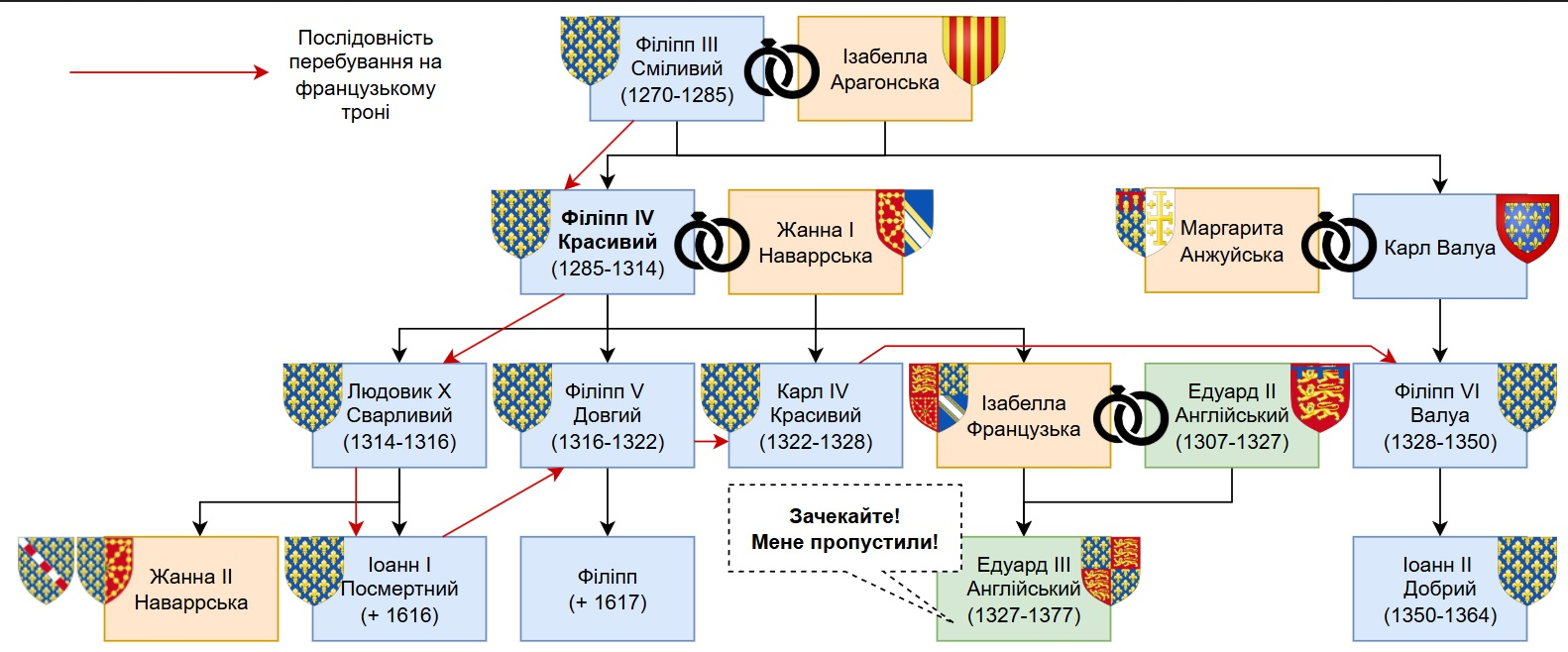
Династичні передумови Столітньої війни

Едуард був коронований у віці чотирнадцяти років, після відречення його батька. Коли йому було лише сімнадцять, він організував заколот проти регента, Роджера Мортімера, і розпочав особисте правління. Після перемоги у війні з Шотландією він у 1340 році проголосив себе повноправним спадкоємцем французького трону, що стало причиною початку Столітньої війни. Після декількох невдач на початку війни, події для англійців складалися виключно добре; перемоги в битвах при Кресі та Пуатьє призвели до підписання вигідного миру в Бретіньї. Проте останні роки правління Едуарда III були позначені невдачами як на міжнародній, так і на внутрішній аренах, що було зумовлено бездіяльністю і поганим здоров'ям короля.
Едуард ІІІ був імпульсивною людиною, здатною, однак, на милосердні вчинки. Загалом, він був типовим королем, зацікавленим переважно у веденні військових дій. Едуард ІІІ користувався повагою свого часу і в наступні століття, але істориками вігівського спрямування був проголошений безвідповідальним авантюристом. Однак цей погляд було переглянуто, і сучасна історіографія визнає значні досягнення Едуарда ІІІ.
1373 року уклав альянс із Португалією.

## Родина
Дружина — Філіппа де Авен (1314—1369), дочка Вільгельма І, графа Еноського, Голландського і Зеландського
Діти:
- Едуард Чорний Принц (1330—1376)
- Ізабелла (1332—1379) — дружина (1365) Ангеррана VII де Кусі
- Джоанна (1335—1348)
- Вільям Хетфілд (1337—1337)
- Лайонел Антверп (1338—1368) — герцог Кларенс
- Джон Гонт (1340—1399) — 1-й герцог Ланкастерський, граф Ричмонд
- Едмунд Ленглі (1341—1402) — 1-й герцог Йоркський
- Бланка (1342—1342)
- Марія (1344—1362) — дружина (1361) Жана V Бретонського
- Маргарет (1346—1361) — дружина (1352) Джона Гастінгса, графа Пембрука
- Томас (1347—1348)
- Вільям (1348—1348)
- Джоанна (1351—?)
- Томас Вудсток (1355—1397) — 1-й герцог Глостерський

## Титул
- лат. Dei Gracia Rex Angliae et Franciae et Dominus Hiberniae
- укр. Божою милістю, король Англії і Франції, і господар Ібернії